# Broch von Cinn Trolla
Der Broch von Cinn Trolla (auch Cill Trolla oder Kintradwell) nördlich von Brora in Sutherland in Schottland liegt auf einer natürlichen Terrasse, einige Kilometer nördlich des Carn Liath zwischen der Küstenstraße (A9) und der Eisenbahnlinie.

## Beschreibung

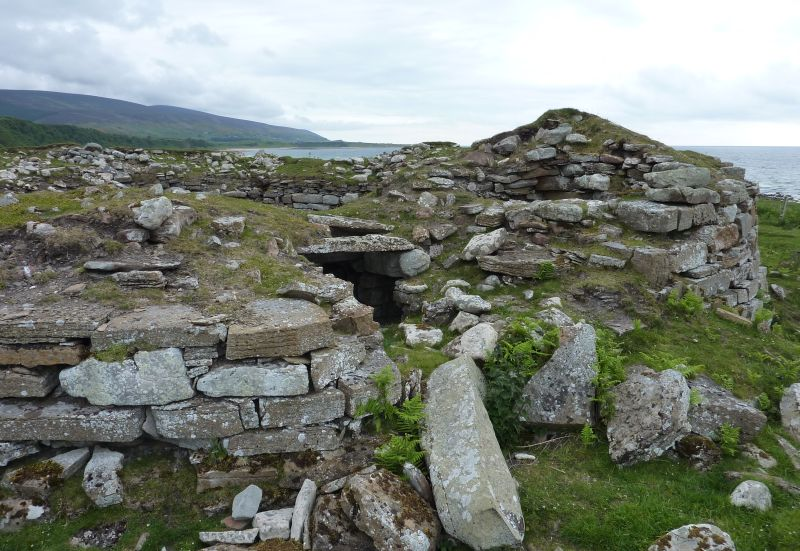
Broch von Cinn Trolla

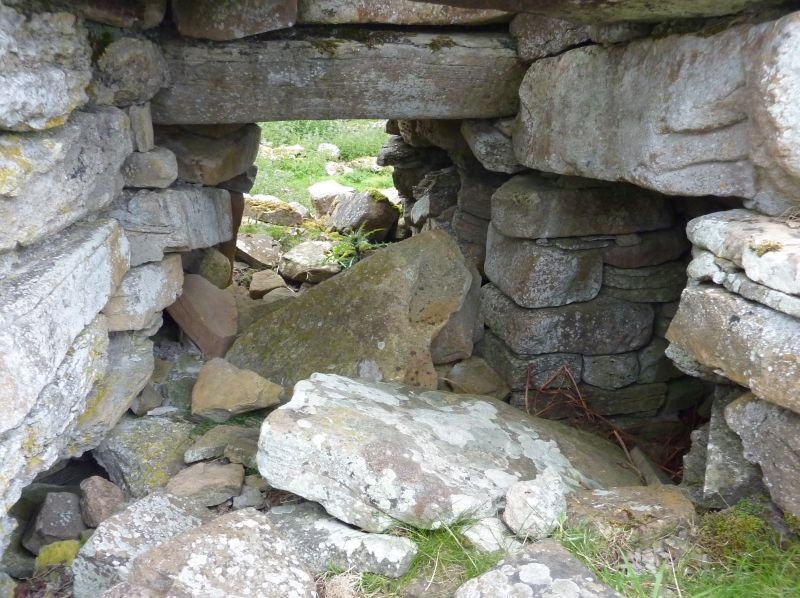
Wächterzelle rechts im Broch von Cinn Trolla

Der Broch hat einen Innendurchmesser von 9,3 Meter und die erhaltene Innenhöhe seiner Wand variiert von 3 bis 4,5 Meter (außen maximal zwei Meter). Sie ist am Eingang 5,5 Meter dick und ein 2,4 Meter hoher stehen gelassener Rest der Terrasse umläuft die Innenseite der exakten Mauerschichten aus Sandstein. James Maxwell Joass (1830–1914) Zeichnung des Innenraums zeigt um die Innenwand angeordnete Handdrehmühlen. Ein 2,1 Meter tiefer Schacht oder Brunnen, mit einer absteigenden Treppe, wurde im Südosten nah der Wand entdeckt. Seine Ähnlichkeit mit einer Kammer im Carn Liath ist bemerkenswert. Innerhalb der sekundär verkleideten Wand liegen zwei Kammern, von denen eine aus 13 erhaltenen Stufen bestehende Treppe in der 3,05 Meter langen und 2,75 Meter hohen Zelle aufweist. Eine ovale Zelle, die durch eine kleine Öffnung in der Wand betretbar ist, misst 3,36 Meter in der Länge und ist 3,05 Meter hoch. Bei der 1871 durch Joass erfolgten Ausgrabung des Brochs wurde an der Südwestseite die 2,1 Meter hohe, verschüttete Zugangspassage gefunden. Im 92 Zentimeter breiten Gang liegt eine als Türanschlag nutzbare Verengung, innerhalb derer auf der rechten Seite der Zugang zur (durch Zerstörung oben offenen) runden Wächterzelle liegt.

## Nebengebäude
Außerhalb des Broch sind vor dem Zugang, bis in eine Entfernung von 18 Meter, die Reste von unregelmäßigen, durch Gänge miteinander verbundenen Bauten gefunden worden, von denen Joass zwar annahm, dass sie jünger sind als der eigentliche Broch, da die Qualität des Mauerwerks schlechter ist, da aber Abfallmaterial (Knochen und Muschel) verbaut wurden, weist dies eher auf ältere Bauweisen.

## Funde
Zum Zeitpunkt der Ausgrabung lagen im Inneren Ablagerungen, bestehend einer etwa 1,8 Meter hohen Ansammlung von Asche und Erde auf dem ursprünglichen Pflaster. In die Mitte befand sich eine flache, feuergeschwärzte Steinplatte; offenbar eine Feuerstelle, in deren Nähe eine L-förmigen Formation aus in den Boden gesetzten Kieselsteinen lag. Darauf fanden sich in einem Aschehaufen zersplitterte Knochen. Zwischen dieser Formation und der Südwand lag ein Bereich mit einer „Doppelpflasterung“.
Die Funde aus dem Broch bestehend aus einem Gefäß aus Walknochen, einem Eisenspeer, einer eisernen Dolchklinge und einem Ring (alle bei Bestattungen in den Wandkammern, auf der Treppe und im Oberboden gefunden), ein Stück einer kleinen eisernen Dolchklinge und ein meißelförmiges Werkzeug, (aus den Nebengebäuden) sowie Schieferringe und -scheiben (keinerlei Bronzen) befinden sich im Dunrobin-Museum.
Das Souterrain von Cos Ceumach liegt in der Nähe.